# クルス・アスル
クルブ・デ・フトボル・クルス・アスル（スペイン語: Club de Futbol Cruz Azul）は、メキシコの首都メキシコシティに本拠地を置くサッカークラブである。

## 歴史
1927年にセメント製造会社「セメント・クルス・アスル（青十字）」の労働者たちによって創設され、以来リーグ優勝8回を数える。北中米最強クラブを決めるCONCACAFチャンピオンズカップを5回制覇（最多タイ）、2001年のコパ・リベルタドーレスではメキシコのクラブとして初めて決勝まで勝ち上がるなど、北中米屈指の強豪クラブとして知られる。1969年と1997年にトレブルを達成している。
所属選手に新旧メキシコ代表選手を多数抱えるほか、アルゼンチンなど南米列強国の代表選手もメンバーに名を連ねる。

## ライバル
クルス・アスルのライバルは、クラブ・アメリカ、CDグアダラハラ、UNAMプーマス、CFパチューカである。クラブ・アメリカとの対戦はクラシコ・ホベン（若いダービー）、パチューカとの対戦はクラシコ・イダルゲンセ（イダルゴ州ダービー）と呼ばれている。クラブ・アメリカ、CDグアダラハラ、UNAMプーマス、クルス・アスルはメキシコのビッグ4と呼ばれている。

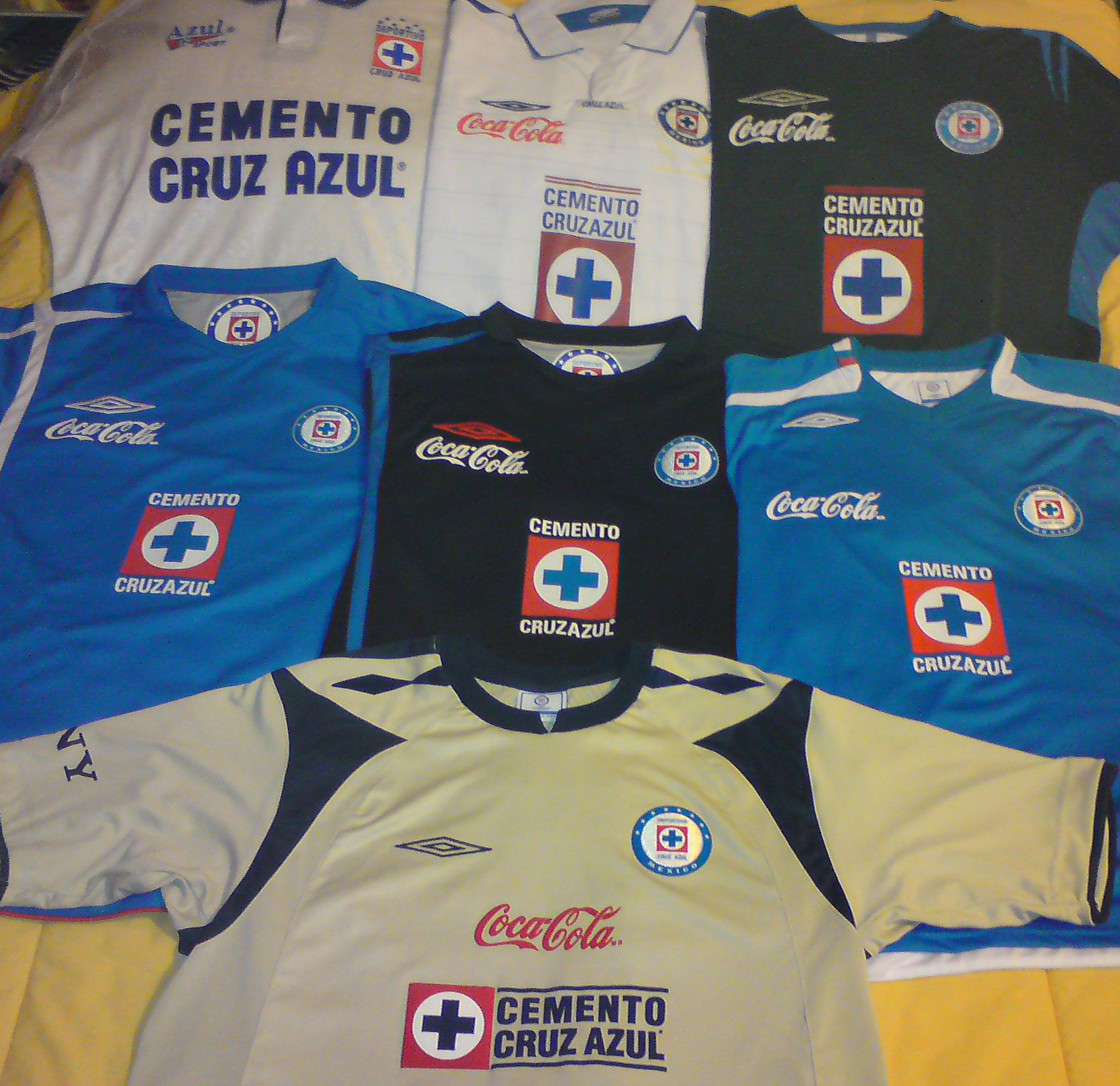
Camisetas de los años 90 y 2000

## タイトル

### 国内タイトル
- リーグ: 9回
  - 1969, México 70, 1972, 1973, 1974, 1979, 1980, 1997冬季, Guard1anes 2021

- カップ: 2回
  - 1969, 1997

- スーパーカップ: 2回
  - 1968-1969, 1972-1973

### 国際タイトル
- CONCACAFチャンピオンズカップ / CONCACAFチャンピオンズリーグ：7回
  - 1969, 1970, 1971, 1996, 1997, 2014, 2025

## 現所属メンバー
2022年12月10日現在
注：選手の国籍表記はFIFAの定めた代表資格ルールに基づく。
| No. | Pos. |            | 選手名                         |
| --- | ---- | ---------- | ------------------------------ |
| 1   | GK   | メキシコ   | ホセ・デ・ヘスス・コロナ       |
| 2   | DF   | メキシコ   | アレハンドロ・マジョルガ       |
| 3   | DF   | メキシコ   | ハイベル・ヒメネス             |
| 4   | DF   | メキシコ   | ジュリオ・セサール・ドミンゲス |
| 5   | DF   | ペルー     | ルイス・アブラム               |
| 6   | MF   | メキシコ   | エリク・リラ                   |
| 7   | FW   | メキシコ   | ウリエル・アントゥナ           |
| 9   | MF   | パラグアイ | アンヘル・ロメロ               |

| No. | Pos. |            | 選手名                   |
| --- | ---- | ---------- | ------------------------ |
| 11  | FW   | ウルグアイ | クリスティアン・タボ     |
| 12  | DF   | メキシコ   | ホアキン・マルティネス   |
| 15  | MF   | ウルグアイ | イグナシオ・リベロ       |
| 19  | MF   | メキシコ   | カルロス・ロドリゲス     |
| 20  | FW   | チリ       | イバン・モラレス         |
| 22  | MF   | メキシコ   | ラファエル・バカ         |
| 24  | DF   | パラグアイ | フアン・エスコバル       |
| 30  | GK   | メキシコ   | アンドレス・グディーニョ |
| 33  | GK   | メキシコ   | セバスティアン・フラ―ド  |

監督
- ペドロ・カイシーニャ

## 歴代監督
- ラウル・カルデナス 1966-1975
- イグナシオ・トレジェス 1977-1982
- エンリケ・メサ 1982-1983, 1992-1995, 2003, 2009-2012
- ルイス・フェルナンド・テナ 1995-1996, 1997-2000, 2004, 2014-2015
- ビクトル・マヌエル・ブセティッチ 1996-1997
- ホセ・ルイス・トレホ 2000-2002
- ギジェルモ・バスケス 2012-2013
- フランシスコ・ヘメス・マルティン 2016-2017
- ペドロ・カイシーニャ 2017-

## 歴代所属選手

### GK
- ホセ・ミゲル・マリン 1971-1981
- パブロ・ラリオス 1984-1989
- オスカル・ペレス (1973年生のサッカー選手) 1993-2008

### DF
- ハビエル・グスマン 1965-1968, 1969-1978
- フアン・マヌエル・アレハンドレス 1965-1973
- アルベルト・キンターノ 1971-1977
- セルヒオ・ルビオ 1977-1988
- ミゲル・アンヘル・コルネロ 1977-1982
- ヘラルド・ルーゴ・ゴメス 1978-1984

- フアン・レイノソ 1994-2002
- リカルド・オソリオ 2001-2006
- アーロン・ガリンド 2002-2006
- ダニエル・ディアス 2003-2004
- デニス・カニサ 2005-2006, 2007-2008

### MF
- フェルナンド・ブストス・カスタニェダ 1963-1976, 1977-1979
- エクトル・プリード 1963-1977
- アルベルト・ゴメス 1971-1978
- ギジェルモ・メンディサバル 1972-1983
- カルロス・ハラ・サギエル 1975-1983
- オストラサ 1989-1992

- ピンタード 1993-1997
- マウロ・カモラネージ 1998-2000
- ピニェイロ 1999-2003
- アレックス・アギナガ 2003-2004
- ヘラルド・トラード 2005-2016
- ダニーロ 2006

### FW
- オラシオ・ロペス・サルガード 1971-1982
- ホセ・ルイス・セバージョス 1978-1980
- カルロス・エルモシージョ 1991-1998
- フランシスコ・パレンシア 1994-2003
- マルセロ・デルガド 1994-1995, 2003-2004

- アグスティン・デルガド 1998
- セサル・デルガド 2003-2008
- ルシアーノ・フィゲロア 2004
- フランシスコ・フォンセカ 2005-2006
- ハレド・ボルヘッティ 2007